# Anders Ericsson (1912–1994)
Tor Anders Ericsson, född 11 januari 1912 i Johannes församling, Stockholm , död 3 december 1994 i Kungsholms församling, Stockholm, var en svensk konstnär.
Ericsson studerade vid Konsthögskolan i Stockholm 1932–1932  och medverkade därefter ett flertal gånger i utställningar med Sveriges allmänna konstförening på Liljevalchs konsthall.
Anders Ericsson är begravd på Råcksta begravningsplats.